# 海青乡 (长岭县)
海青乡，是中华人民共和国吉林省松原市长岭县下辖的一个乡镇级行政单位。

## 行政区划
海青乡下辖以下地区：
海青村、高产村、草房村、园坨子村、李家炉村、贺坨子村和尹家炉村。